# Валя-Стиній (Арджеш)
Валя-Стиній (рум. Valea Stânii) — село у повіті Арджеш в Румунії. Входить до складу комуни Цицешть.
Село розташоване на відстані 108 км на північний захід від Бухареста, 15 км на північний схід від Пітешть, 117 км на північний схід від Крайови, 89 км на південний захід від Брашова.

## Населення
За даними перепису населення 2002 року у селі проживала 1021 особа, з них 1020 осіб (99,9%) румунів. Усі жителі села рідною мовою назвали румунську.